# روزاليند مايلز (ممثلة)
روزاليند مايلز (بالإنجليزية: Rosalind Miles)‏ هي ممثلة أمريكية، ولدت في 20 يونيو 1951 في بروكلين في الولايات المتحدة.

## وصلات خارجية
- روزاليند مايلز (ممثلة) على موقع IMDb (الإنجليزية)
- روزاليند مايلز (ممثلة) على موقع قاعدة بيانات الفيلم (الإنجليزية)